# Lisa Campo-Engelstein
Lisa Campo-Engelstein és una bioètica i investigadora de la fertilitat i dels anticonceptius estatunidenca. Actualment treballa com a professora i directora de bioètica, i al departament d'Obstetricia i Ginecologia de l'Institut de Bioètica d'Alden March. Ha estat inclosa en la llista de la BBC de les 100 dones inspiradores i influents de tot el món al 2019.

## Trajectòria
Campo-Engelstein es va graduar al Middlebury College, amb una doble carrera de filosofia i medicina i un grau en sociologia. Posteriorment, va obtenir un màster i un doctorat a la Michigan State University en filosofia amb un enfocament en bioètica i teoria feminista. Va aconseguir una beca postdoctoral a l'Oncofertility Consortium de la Feinberg School of Medicine de la Universitat Northwestern.
La seva recerca està enfocada a l'ètica reproductiva, l'ètica sexual, i la bioètica queer. Ha escrit més d'una dotzena de capítols, i és la coeditora de tres llibres sobre ètica reproductiva. Ha parlat sovint a nivell nacional sobre aquestes àrees, amb notícies destacades sobre la seva feina en anticonceptius masculins.

## Anticoncepció masculina
Un dels seus principals projectes se centra en la necessitat ètica i de salut pública per desenvolupar anticonceptius reversibles d'acció llarga per a homes cis. En aquest projecte en curs, analitza com les normes de gènere han conduït a la disparitat d'opcions anticonceptius entre dones i homes i argumenta que els nous anticonceptius masculins traurien a les dones de tenir la major part de la responsabilitat de l'anticoncepció, augmentarien l'autonomia reproductiva dels homes, i disminuirien les necessitats anticonceptives no satisfetes a tot el món, i sobretot avançar en la igualtat de gènere.

## Preservació de la fertilitat
Un altre projecte en curs se centra en les consideracions socials, ètiques i legals relatives a la preservació de la fertilitat per a adults, adolescents i nens de diferents poblacions, inclosos pacients amb càncer, individus amb trastorns, diferències del desenvolupament sexual, individus transgènere i dones preocupades per l'edat d'infertilitat. El seu treball argumentant que les companyies d'assegurances haurien de cobrir la preservació de la fertilitat dels pacients amb càncer s'ha utilitzat per reforçar els canvis de les polítiques dins d'institucions, estats i societats professionals mèdiques (per exemple, l'American Medical Association). Al novembre del 2019, va fer la xerrada principal a la conferència Oncofertility Consortium sobre l'ètica de la preservació de la fertilitat per a pacients pediàtrics.

## Bioètica queer
Gran part del seu treball recent se centra en l'atenció de pacients LGBTQ. Alguns d'aquests treballs es troben dins de l'ètica reproductiva, com ara abordar la preservació de la fertilitat per a adolescents intersexuals i transgènere i ampliar la definició de la infertilitat per incloure parelles LGBTQ i individus solters. Alguns d'aquests treballs estan fora de la reproducció, com ara un projecte qualitatiu publicat recentment que entrevistava persones LGBTQ sobre les seves relacions amb els seus metges i un nou projecte d'exploració qualitativa que també entrevistava persones transgèneres d'edat més avançada sobre salut i envelliment.

## Educació[7]
- Llicenciada en filosofia, Middlebury College, 2001
- Màster en Filosofia, Michigan State University, 2005
- Doctor en filosofia per la Michigan State University, 2009
- Beques postdoctorals, Northwestern University, 2009-11
- Certificat de postgrau en consulta d'ètica clínica, Albany Medical College, 2013

## Afiliacions[7]
- Institut per a les Humanitats Mèdiques
- Departament de Medicina Preventiva i Salut de la Població